# 灰躍鰹
灰躍鰹為輻鰭魚綱鱸形目鯖亞目鯖科的其中一種，分布於西太平洋區的澳洲及巴布亞紐幾內亞海域，本魚嘴相當大，上頜延伸到眼的後緣，身體大部份裸露在後發展良好的甲胄除了一條鱗片的條紋胸鰭的基底與腹鰭的周圍沿著背鰭基底與臀鰭與區塊，背部是深地藍色，覆蓋著細長的黑色斑點，背鰭硬棘16-18枚，背鰭軟條17-19枚，臀鰭軟條15-17枚，脊椎骨45-50枚，體長可達45公分，為大洋性魚類，成群在表層水域活動，屬肉食性，可做為食用魚、遊釣魚及餌魚。

## 外部連結
維基物種上的相關：灰躍鰹